# Canton de Guérande
Le canton de Guérande est une circonscription électorale française, située dans le département de la Loire-Atlantique (région Pays de la Loire).
À la suite du redécoupage cantonal de 2014, les limites territoriales du canton sont remaniées. Le nombre de communes du canton passe de 6 à 10.

## Histoire
Une élection partielle a été organisée en 2006, à la suite du décès de Monsieur Dhonneur.
Par décret du 25 février 2014, le nombre de cantons du département est divisé par deux, avec mise en application aux élections départementales de mars 2015. Le canton de Guérande est conservé et s'agrandit. Il passe de 6 à 10 communes.

## Représentation

### Conseillers d'arrondissement (de 1833 à 1940)
Le canton de Guérande appartenait à l'arrondissement de Savenay jusqu'en 1868, puis à l'arrondissement de Saint-Nazaire.
| Période   | Période      | Identité                          | Étiquette       | Qualité |
| --------- | ------------ | --------------------------------- | --------------- | --- |
| 1833      | 1848 (décès) | Thomas Félix Quilgars (1787-1848) |                 | Membre de la Garde nationale, notaire royal, juge de paix à Guérande                                        |
|           |              |                                   |                 | |
| 1904      | 1913         | Émile Pourieux (1869-1929)        | Droite          | Négociant, maire de Guérande (1912-1929), Président du Conseil d'arrondissement                             |
| 1913      | 1919         | M. Guillouzeau                    |                 | Entrepreneur à Guérande                                                                                     |
| 1919      | 1938 (décès) | Joseph Bigaré (1870-1938)         | Union nationale | Ancien agriculteur, maire de Guérande (1929-1935), président du syndicat de Grande Brière                   |
| juin 1938 | 1940         | Émile Pourieux fils               | Droite          | Négociant en bois et matériaux, Guérande                                                                    |
| 1940      |              |                                   |                 | Les conseils d'arrondissement ont été suspendus par la loi du 12 octobre 1940 et n'ont jamais été réactivés |

### Conseillers généraux de 1833 à 2015
| Période      | Période      | Identité                              | Étiquette            | Qualité |
| ------------ | ------------ | ------------------------------------- | -------------------- | --- |
| 1833         | 1847 (décès) | Louis Armand Méresse père (1772-1847) |                      | Notaire public Maire de Guérande |
| 1848         | 1864         | Pierre François de Brégeot            |                      | Juge de paix à Guérande |
| 1864         | 1871         | Marquis Louis-Joseph du Planty        |                      | Docteur en médecine de la Faculté de Paris Maire de Saint-Ouen-sur-Seine (Seine) (1840-1851)                                                                |
| 1871         | 1882 (décès) | Victor Fournier de Pellan             | Droite               | Propriétaire du château de Bissin Maire de Guérande (1871-1878)                                                                                             |
| 1883         | 1887 (décès) | Henri Thomas Augustin Quilgars        | Républicain          | Notaire à Guérande |
| Octobre 1887 | 1889         | Émile Grazais                         | Républicain          | Maire de Guérande (1884-1887) |
| 1889         | 1913         | Paul Gustave Le Quen d'Entremeuse     | Droite               | Maire de Guérande (1887-1889 et 1892-1912) |
| 1913         | 1929         | Émile Pourieux                        | Droite               | Négociant Maire de Guérande (1912-1929), ancien conseiller d'arrondissement                                                                                 |
| 1929         | 1937         | Roger Maury de Lapeyrouse-Vaucresson  | URD                  | Maire de La Baule (1925-1935) |
| 1937         | 1940         | Paul Pichelin (1880-1963)             | Union Nationale-PSF  | Colonel, propriétaire, membre de la Chambre d'agriculture Maire de Guérande (1935-1945) Nommé membre de la Commission administrative départementale en 1941 |
|              |              |                                       |                      | |
| 1945         | 1970         | René Dubois                           | PRL puis RPF puis RI | Chirurgien Député (1946-1948) Sénateur (1948-1965) Maire de La Baule (1945-1971)                                                                            |
| 1970         | 1982         | Olivier Guichard                      | UDR puis RPR         | Conseiller d'État Député (1967-1997) Maire de La Baule (1971-1995) Ministre (1967-1977) Président du Conseil Régional (1974-1998)                           |
| 1982         | 1986 (décès) | Jean Rousseau                         | app. RPR             | Maire de Guérande (1979-1986) |
| 1986         | 1994         | Michel Rabreau                        | RPR                  | Pharmacien Député (1967-1974 et 1976-1978) Maire de Guérande (1986-1995)                                                                                    |
| 1994         | 2001         | René Leroux                           | PS                   | Employé de banque Député (1997-2002) Maire de La Turballe (1989-2014)                                                                                       |
| 2001         | 2006 (décès) | Jean-Pierre Dhonneur                  | RPR puis UMP         | Maire de Guérande (1995-2006) |
| 2006         | 2015         | René Leroux                           | PS                   | Maire de La Turballe |

### Représentation à partir de 2015
| Période élective | Période élective | Mandat | Mandat   | Identité            | Nuance | Nuance | Qualité                                                                     |
| ---------------- | ---------------- | ------ | -------- | ------------------- | ------ | ------ | --------------------------------------------------------------------------- |
| 2015             | 2021             | 2015   | 2021     | Chantal Brière-Coué |        | DVD    | Exploitante agricole Maire de Saint-Lyphard (2001-2020)                     |
| 2015             | 2021             | 2015   | 2021     | Jean-Pierre Bernard |        | DVD    | Consultant Maire de Mesquer (depuis 2001)                                   |
| 2021             | 2028             | 2021   | en cours | Didier Cadro        |        | DVG    | Dirigeant d'une entreprise de menuiserie Maire de La Turballe (depuis 2020) |
| 2021             | 2028             | 2021   | en cours | Christelle Chassé   |        | DVG    | Enseignante Maire d'Herbignac (depuis 2020)                                 |

### Résultats détaillés

#### Élections de mars 2015
À l'issue du 1er tour des élections départementales de 2015, deux binômes sont en ballottage : Jean-Pierre Bernard et Chantal Briere (Union de la Droite, 34,69 %) et Franck Hervy et Dominique Migault (PS, 25,52 %). Le taux de participation est de 50,11 % (19 410 votants sur 38 733 inscrits) contre 50,7 % au niveau départemental et 50,17 % au niveau national.
Au second tour, Jean-Pierre Bernard et Chantal Briere (Union de la Droite) sont élus avec 56,73 % des suffrages exprimés et un taux de participation de 47,62 % (9 496 voix pour 18 444 votants et 38 732 inscrits).

#### Élections de juin 2021
Le premier tour des élections départementales de 2021 est marqué par un très faible taux de participation (33,26 % au niveau national). Dans le canton de Guérande, ce taux de participation est de 31,44 % (13 331 votants sur 42 405 inscrits) contre 31,09 % au niveau départemental. À l'issue de ce premier tour, deux binômes sont en ballottage : Hubert Delorme et Anouck Paolozzi Dabo (DVD, 27,02 %) et Didier Cadro et Christelle Chassé (DVG, 27,01 %).
Le second tour des élections est marqué une nouvelle fois par une abstention massive équivalente au premier tour. Les taux de participation sont de 34,36 % au niveau national, 32,4 % dans le département et 32,12 % dans le canton de Guérande. Didier Cadro et Christelle Chassé (DVG) sont élus avec 51,01 % des suffrages exprimés (6 521 voix pour 13 616 votants et 42 397 inscrits),,. 

## Composition

### Composition avant 2015

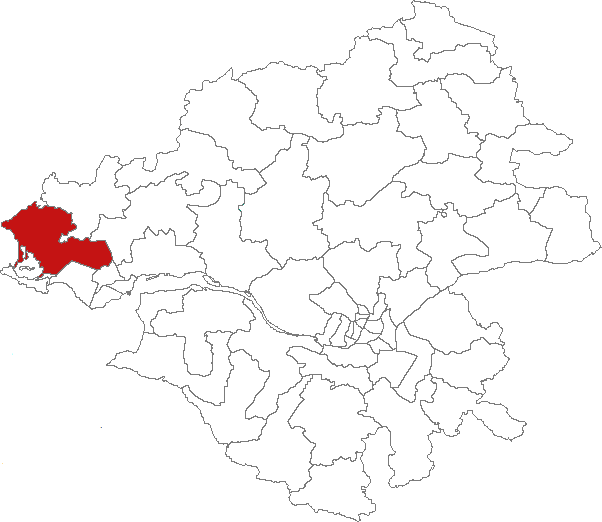
Situation du canton de Guérande dans le département de la Loire-Atlantique avant 2015.

Le canton regroupait six communes.
| Nom                  | Code Insee | Codepostal | Superficie (km2) | Population (dernière pop. légale) | Densité (hab./km2) |
| -------------------- | ---------- | ---------- | ---------------- | --------------------------------- | ------------------ |
| Guérande (chef-lieu) | 44069      | 44350      | 81,44            | 15 722 (2012)                     | 193                |
| Mesquer              | 44097      | 44420      | 16,72            | 1 759 (2012)                      | 105                |
| Piriac-sur-Mer       | 44125      | 44420      | 12,37            | 2 173 (2012)                      | 176                |
| Saint-André-des-Eaux | 44151      | 44117      | 24,71            | 5 607 (2012)                      | 227                |
| Saint-Molf           | 44183      | 44350      | 22,82            | 2 408 (2012)                      | 106                |
| La Turballe          | 44211      | 44420      | 18,53            | 4 554 (2012)                      | 246                |

### Composition depuis 2015
Le canton de Guérande compte dix communes entières.
| Nom                              | Code Insee | Intercommunalité                             | Superficie (km2) | Population (dernière pop. légale) | Densité (hab./km2) | Modifier                                    |
| -------------------------------- | ---------- | -------------------------------------------- | ---------------- | --------------------------------- | ------------------ | ------------------------------------------- |
| Guérande (bureau centralisateur) | 44069      | CA de la Presqu'île de Guérande Atlantique   | 81,44            | 16 684 (2022)                     | 205                | modifier les données · modifier les données |
| Assérac                          | 44006      | CA de la Presqu'île de Guérande Atlantique   | 32,91            | 1 881 (2022)                      | 57                 | modifier les données · modifier les données |
| La Chapelle-des-Marais           | 44030      | CA de la Région Nazairienne et de l'Estuaire | 18,05            | 4 424 (2022)                      | 245                | modifier les données · modifier les données |
| Herbignac                        | 44072      | CA de la Presqu'île de Guérande Atlantique   | 71,43            | 7 178 (2022)                      | 100                | modifier les données · modifier les données |
| Mesquer                          | 44097      | CA de la Presqu'île de Guérande Atlantique   | 16,72            | 2 156 (2022)                      | 129                | modifier les données · modifier les données |
| Piriac-sur-Mer                   | 44125      | CA de la Presqu'île de Guérande Atlantique   | 12,37            | 2 663 (2022)                      | 215                | modifier les données · modifier les données |
| Saint-Joachim                    | 44168      | CA de la Région Nazairienne et de l'Estuaire | 86,22            | 4 125 (2022)                      | 48                 | modifier les données · modifier les données |
| Saint-Lyphard                    | 44175      | CA de la Presqu'île de Guérande Atlantique   | 24,63            | 5 246 (2022)                      | 213                | modifier les données · modifier les données |
| Saint-Molf                       | 44183      | CA de la Presqu'île de Guérande Atlantique   | 22,82            | 2 859 (2022)                      | 125                | modifier les données · modifier les données |
| La Turballe                      | 44211      | CA de la Presqu'île de Guérande Atlantique   | 18,53            | 4 862 (2022)                      | 262                | modifier les données · modifier les données |
| Canton de Guérande               | 4409       |                                              | 385,12           | 52 078 (2022)                     | 135                | modifier les données                        |

## Démographie

### Démographie avant 2015
| 1962   | 1968   | 1975   | 1982   | 1990   | 1999   | 2006   | 2007   | 2008   |
| ------ | ------ | ------ | ------ | ------ | ------ | ------ | ------ | ------ |
| 13 390 | 13 612 | 15 267 | 18 117 | 22 139 | 26 043 | 30 426 | 30 877 | 31 056 |

| 2009   | 2010   | 2011   | 2012   | - | - | - | - | - |
| ------ | ------ | ------ | ------ | - | - | - | - | - |
| 31 448 | 31 712 | 31 917 | 32 223 | - | - | - | - | - |

### Démographie depuis 2015
En 2022, le canton comptait 52 078 habitants, en évolution de +6,82 % par rapport à 2016 (Loire-Atlantique : +6,68 %, France hors Mayotte : +2,11 %).
| 2013   | 2018   | 2022   |
| ------ | ------ | ------ |
| 47 293 | 49 459 | 52 078 |